# 郑乃之
郑乃之（1907年—1986年），原名郑雄冠，福建福州人。青年时代投身革命，是中共早期党员中的小字辈，他一生性情刚烈，嫉恶如仇，三进三出，经历坎坷。

## 生平
- 1907年出生于福建省长乐县玉田乡玉田村的贫困家庭，在福建第11中学念书时，参加学生运动。
- 1927年2月加入中共。6月，在玉田一带发动民众开展反“金库券”斗争。
- 1928年2月，和黄孝敏、江木煊、王介山等六名党员一起受中共福州市委书记杨峻德派遣到玉田地区开展革命活动，建立长乐县第一个党小组，随后成立玉田、桃源、凤岗，高湖、马鞍等中共党支部，开辟新的革命据点。8月，组织发动福州市第一次农民武装暴动，任营前区农民协会主任，因遭人举报，被捕入狱，党组织也彻底遭到破坏。
- 1929年底释放后，经党组织同意和游毓桢等人一起赴广州参加国民党第十九路军，在军中开展零星活动，发展中共党员，担任党总支书记。曾在江西几次密谋计划兵变，可因为防范严密，没有成功。
- 1931年9-18事变后，暗中支持十九路军参加淞沪抗战和福建事变。
- 1933年1月，当部队驻扎福建泉州时，在凤泽小学（今郊区冯宅小学）开设夜校，宣传抗日，开展革命活动。因遭人举报被捕。
- 1934年1月释放后，担任国民党连江县政府警卫科科长。同年与党组织失去联系。
- 1935年4月，郑乃之赴广州投考黄埔军校。第二年去日本留学，观察军事，结识同乡管长墉和在日本流亡的福建中共地下党领导人陈希周等人。
- 1939年底，郑乃之转赴湖南长沙，经杨东莼的介绍和中共湖南省委选派的郭超（郭观梅、学生党支部书记）、杜非（杜修经）、文振亚（侗族，粟裕的侄女婿）等人以进步青年身份加入由中共党员陈希周、朱江户、游毓桢等人领导的国民党陆军第七十军抗日干部培训班（云干班），重新找到了党组织，并在云干班中担任军官连上尉连长，积极开展抗日救亡运动。
- 1942年9月，因七十军中党组织遭破坏，中共湖南省委也拒绝接纳失落各地的原七十军地下党员，遂被迫辞职返乡，和同乡郑春敏一起在玉田乡龙卷墓创办农场。招收贫苦农民，引进并种植番薯。
- 1944年秋，任长乐县国民兵团副司令，暗中支持成立福长平特区“抗日突击队”，并因此重新与党组织接上关系。
- 1947年3月和中共地下党员胡云恭、陈矩荪等人一起负责福建省委的统战工作，先后赴国民党台湾省训练团、南京国防部和浙江省江山县做策反、情报工作。被策反的人员中，包括国民党高级将领和浙江省政府主席陈仪和福建省政府主席刘建绪等人。
- 1949年随大军南下，担任解放军二野军政大学教育处副处长。1950年9月，调福建军区军训处任团级参谋。
- 1953年9月，转业地方，任福建省侨委生产救济科科长等职。因看不起地方工农干部，在历次政治运动中屡屡挨斗，官愈做愈小。
- 1979年平反。
- 1986年在贫病交加中病故，终年79岁。

## 主要资料来源
- 《郑乃之》，载《福州历史人物》第八辑，中共福州市委宣传部、福州市社会科学所主编，第160～165页。